# ملک خوشابا

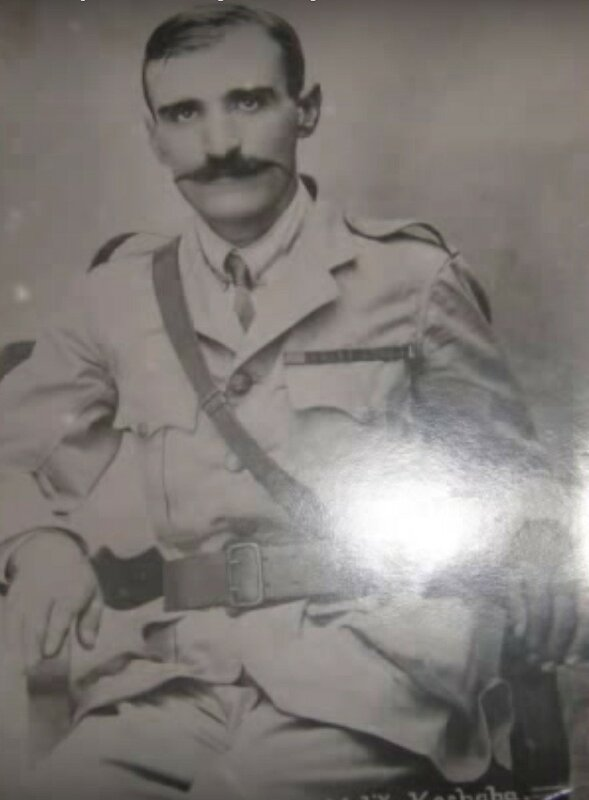
یوسف ملک خوشابا رهبر قبیله آشوری طیاره

یوسف ملک خوشابا (مرگ ۱۹۵۲) رهبر قبیله آشوری طیاره بود که سعی بسزایی در ایجاد کشور مستقل آشوری در طی جنگ جهانی اول کرد. او نیروهای آشوری را در طی نسل‌کشی آشوریان علیه عثمانی‌ها و کردها رهبری می‌کرد.
پس از قتل مارشیمون به دست سمکو، نیروهای او با قوای آغا پطرس متحد شده و به طرف مقر سمکو در چهریق تاختند و آنجا را فتح کردند.